# Eschar
Eschar (ukrainisch Есхар; russisch Эсхар Eschar) ist eine Siedlung städtischen Typs in der ukrainischen Oblast Charkiw mit etwa 5500 Einwohnern (2015).

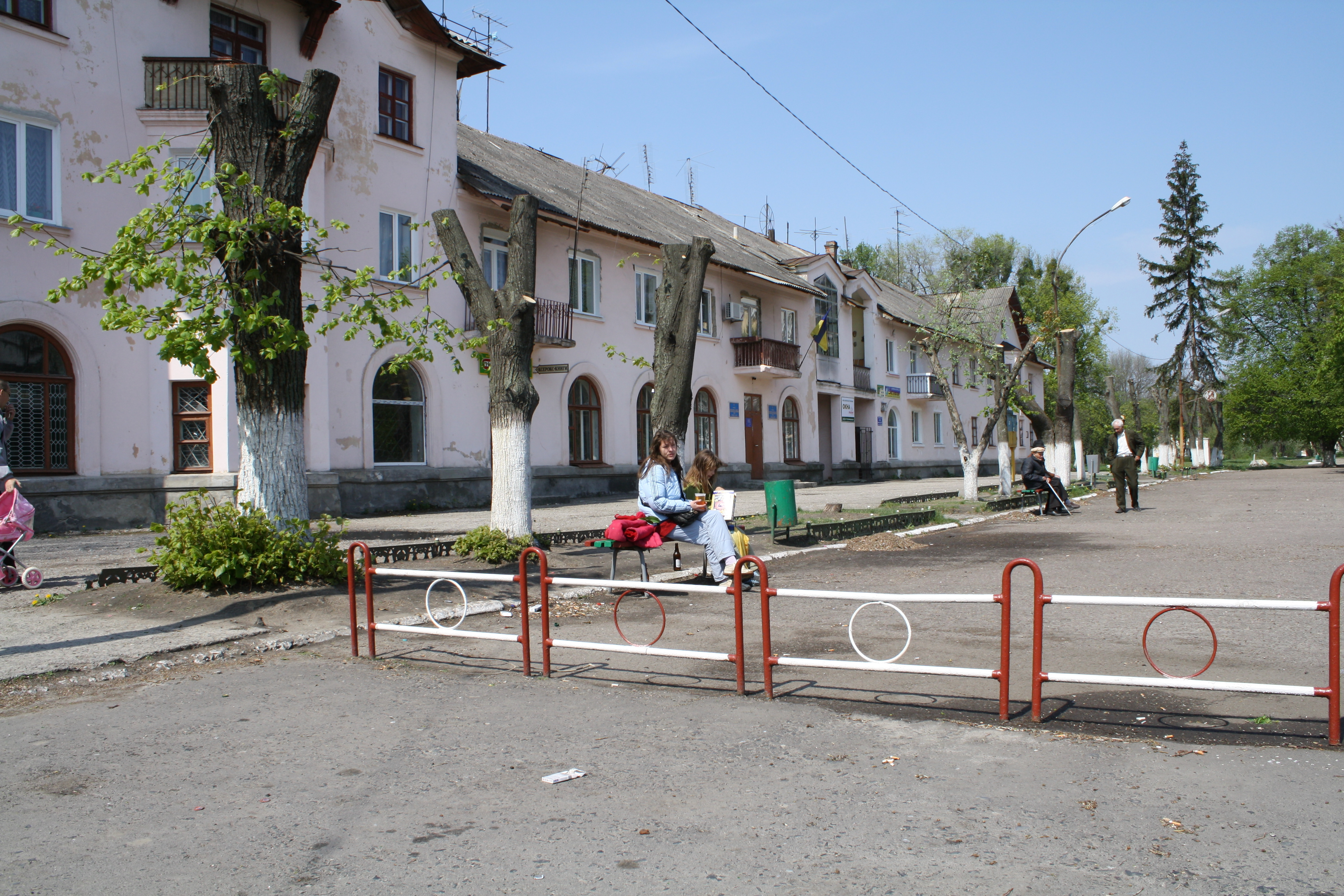
Ortszentrum Eschar

Die 1924 gegründete Ortschaft besitzt seit 1938 den Status einer Siedlung städtischen Typs und liegt an der Mündung des Udy in den Siwerskyj Donez 10 km südwestlich vom Rajonzentrum Tschuhujiw und 45 km südöstlich vom Oblastzentrum Charkiw.
Am 12. Juni 2020 wurde die Siedlung ein Teil der neugegründeten Siedlungsgemeinde Nowopokrowka, bis dahin bildete sie die gleichnamige Siedlungsratsgemeinde Eschar (Есхарівська селищна рада/Eschariwska selyschtschna rada) im Südwesten des Rajons Tschuhujiw.